# Charles de La Noue
Charles-Marie-Adolphe, vicomte de La Noue, né le 6 mars 1843 à Saint-Brieuc et mort le 13 juillet 1908 au château des Aubiers, est un homme politique français.

## Biographie
D'une famille de vieille noblesse bretonne qui compte parmi ses ancêtres La Noue Bras de fer, l'ami d'Henri IV, et petit-fils de l'amiral de La Villéon, il s'engagea aux zouaves pontificaux en 1867, se battit à Montana, et fit la guerre de 1870 dans la Légion de Charette des « Volontaires de l’Ouest. » 
Licencié en droit, conseiller général du canton de Collinée depuis 1886, vice-président de la Société d'émulation, le vicomte de La Noue fut élu, le 25 novembre 1888, député des Côtes-du-Nord, en remplacement de Bélizal, décédé. Il siégea dans la droite royaliste.
Charles de La Noüe fut réélu aux élections du 22 septembre 1889 et du 20 août 1893, comme royaliste.
Il était commandeur de l'ordre de Saint-Grégoire-le-Grand et chevalier de l'ordre de Pie IX.
Il avait épousé Mlle Vallou de Lancé.

## Sources
- « Charles de La Noue », dans Adolphe Robert et Gaston Cougny, Dictionnaire des parlementaires français, Edgar Bourloton, 1889-1891 [détail de l’édition]
- « Charles de La Noue », dans le Dictionnaire des parlementaires français (1889-1940), sous la direction de Jean Jolly, PUF, 1960 [détail de l’édition]